# الشوكولاتة على فخار أبيض

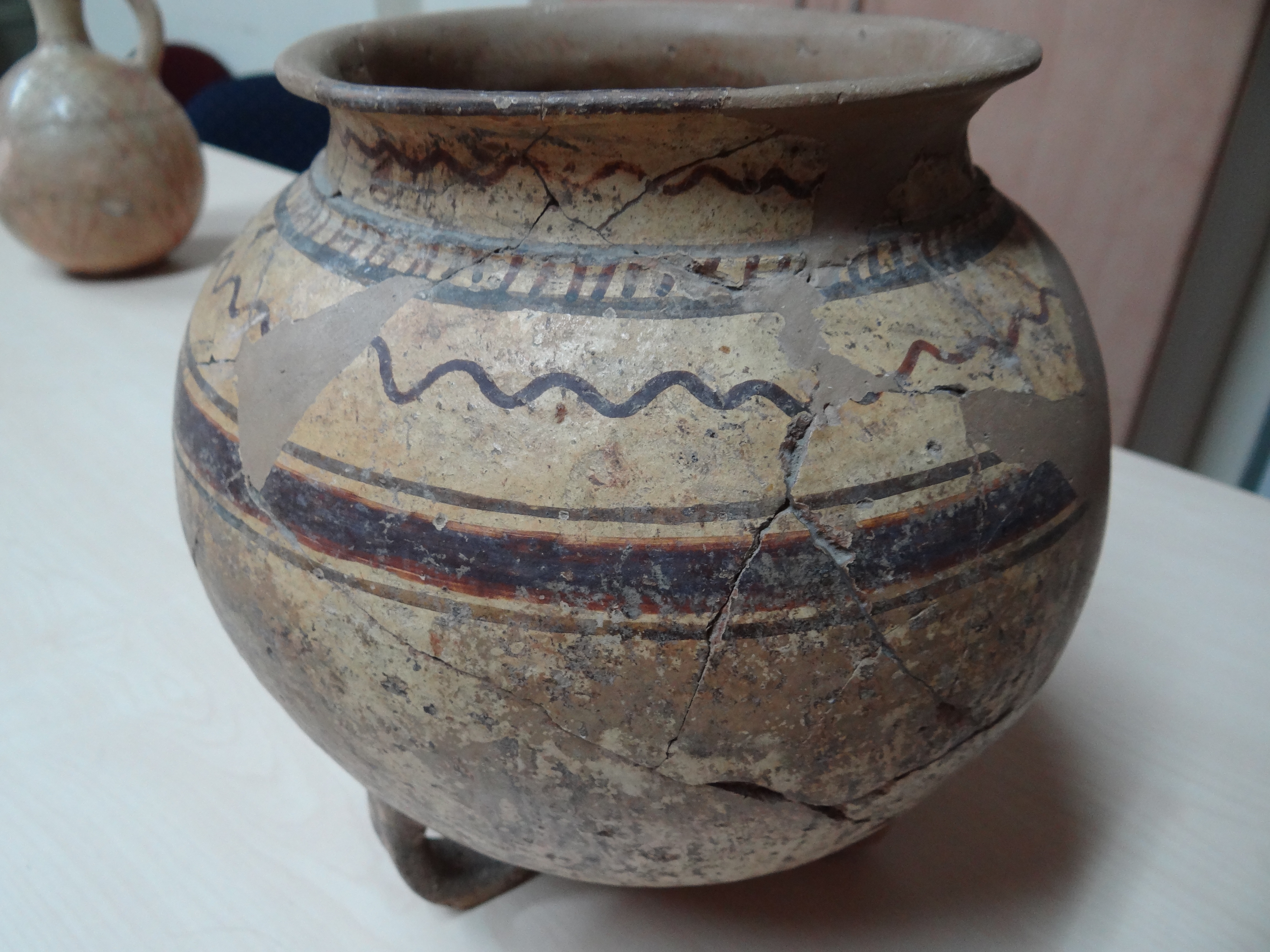
الشوكولاتة على إبريق من الخزف الأبيض. قاعة مجموعات قسم الآثار في جامعة حيفا

يعتبر مصطلح "الشوكولاتة على الأبيض Chocolate-on-white ware" الوصف الشائع الذي يطلق على نوع مهم من الخزف التشخيصي من العصر البرونزي في جنوب بلاد الشام. يتميز بطبقة بيضاء وزخارف بنية داكنة أو سوداء عليه. غالبًا ما يتم تصنيفها أيضًا على أنها فخاريات مزخرفة ثنائية اللون، على الرغم من أنها تأتي أحيانًا أيضًا في مجموعة متنوعة أحادية اللون.
تم إنتاج مثل هذه الاواني الفخارية المميزة خلال الفترة الأخيرة من العصر البرونزي الأوسط والعصر البرونزي المتأخر الأول. أجرى رئيس الوزراء فيشر دراسة شاملة لتصنيف وتسلسل زمني ومصدر فخار الشوكولاتة البيضاء في عام 1999 بناءً على مواد من مستوطنة تل أبو الخرز في وادي الأردن. ويوجد هذا النوع من الفخار في وادي الأردن وشرقه.

## الحفريات الأخيرة
عام 1989 بدأ فريق من السويد تحت إشراف رئيس الوزراء بيتر فيشر أعمال الحفر في منطقة تل أبو الخرز في وادي الأردن، حيث تم العثور على أواني الشوكولاتة البيضاء. أنتجت عشرة مواسم من الحفريات (حالة 1999) 347 وعاء طبقي، والتي تم تضمينها ضمن مجموعة الفخار الشوكولاتي الأبيض باعتبارها تلبي عددًا من المعايير المدرجة.
تضمنت معظم الأواني المصنوعة بنمط الشوكولاتة على الأبيض والمزخرفة بالألوان الأبيض والأسود أوعية، كؤوس، أكواب كبيرة، قوارير، أباريق صغيرة، وجرار. وقد تأكد وجود هذه البضائع في المراحل IV/1 وIV/2 والخامسة والسادسة، وتوزعت ضمن ست مجموعات فرعية.
- أواني شوكولاتة أولية مطلية باللونين الأبيض والكروم،
- أواني ثنائية اللون باللونين الأبيض والشوكولاتة،
- أواني قشر البيض
- الشوكولاتة على الأبيض I و II و III.

## التسلسل الزمني
يشير الإطار الزمني، المدعوم بتواريخ الكربون المشع والمقارنات مع الأدلة من قبرص، إلى أن هذه الأواني تم إنتاجها خلال الفترة من أواخر العصر البرونزي الأوسط IIB إلى أوائل العصر البرونزي المتأخر IB. كما أخذ المنقبون في الاعتبار عوامل التجارة ومصادر السلع المختلفة المحتملة في تحليلهم.
تحليل الفخار صخريًا يشير إلى إنتاجه في منطقتين: وادي الأردن الأوسط وجنوب لبنان، ويشمل الفخار المصقول وغير المصقول المزخرف بالألوان الأسود والأبيض.
تم العثور على أواني شوكولاتة بيضاء في مواقع في لبنان وفلسطين المحتلة والأردن وفلسطين؛ ولا يوجد تأكيد على العثور على مثل هذه الفخاريات في قبرص أو في بحر إيجه.

## الصور

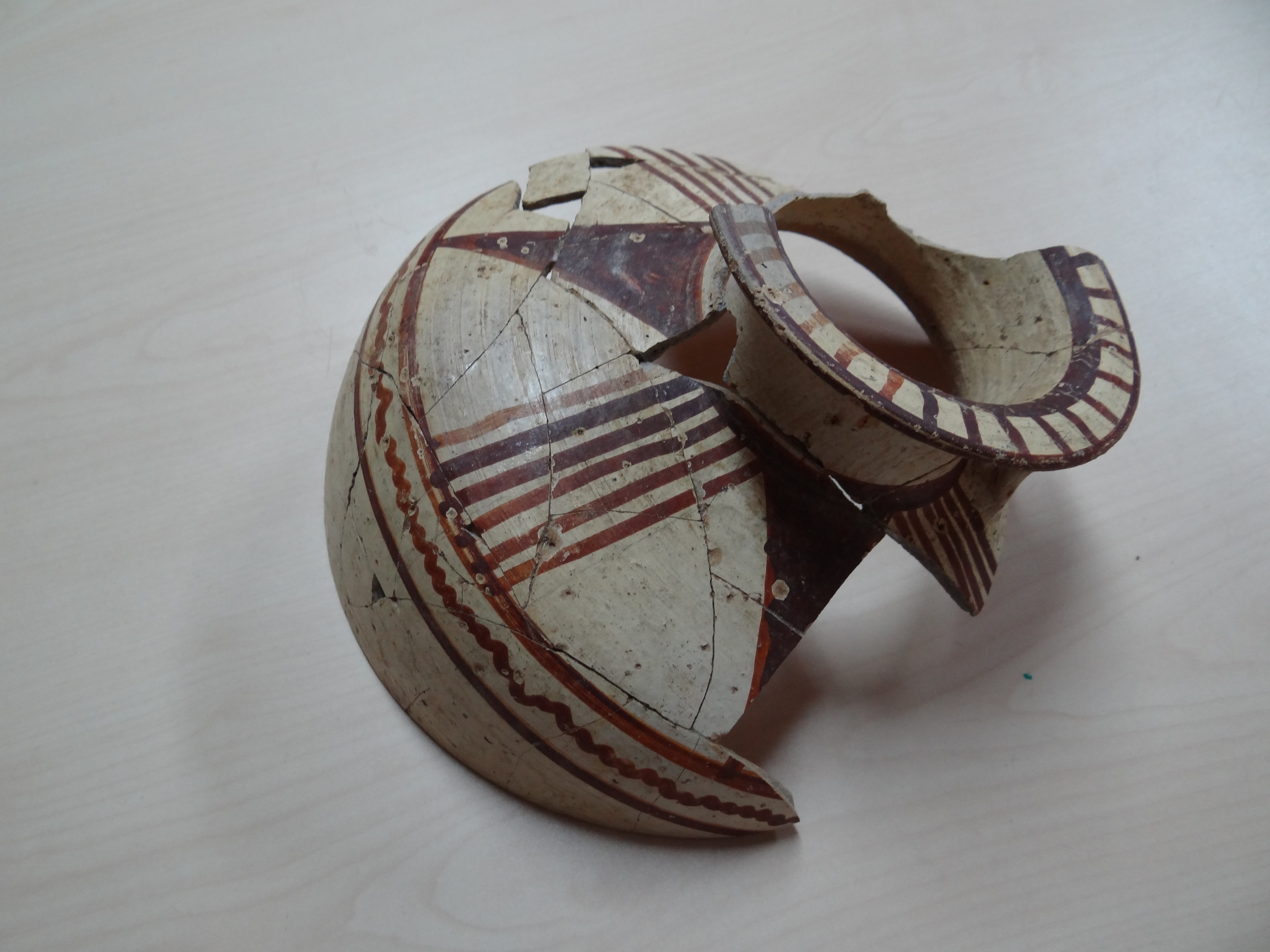
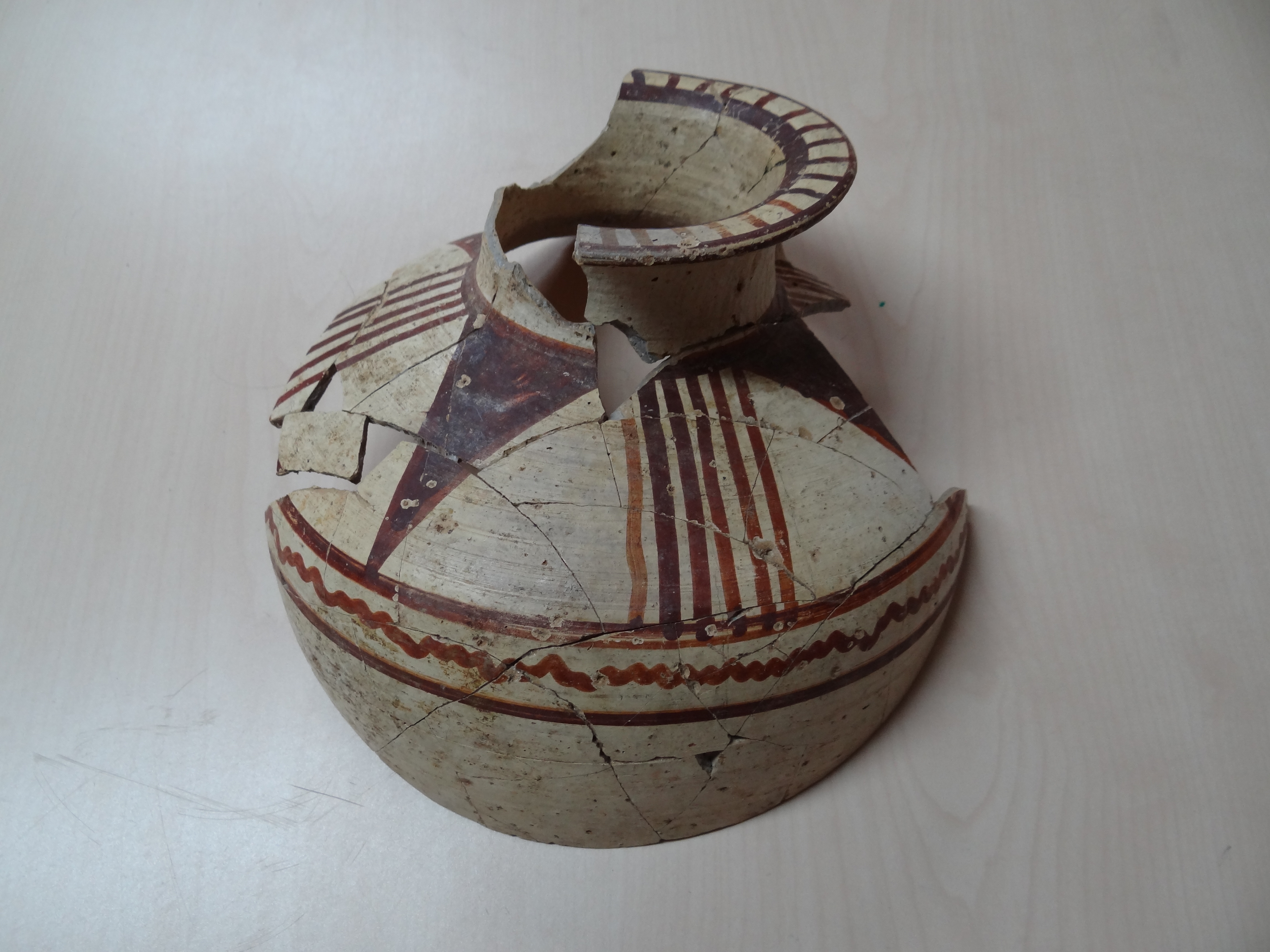
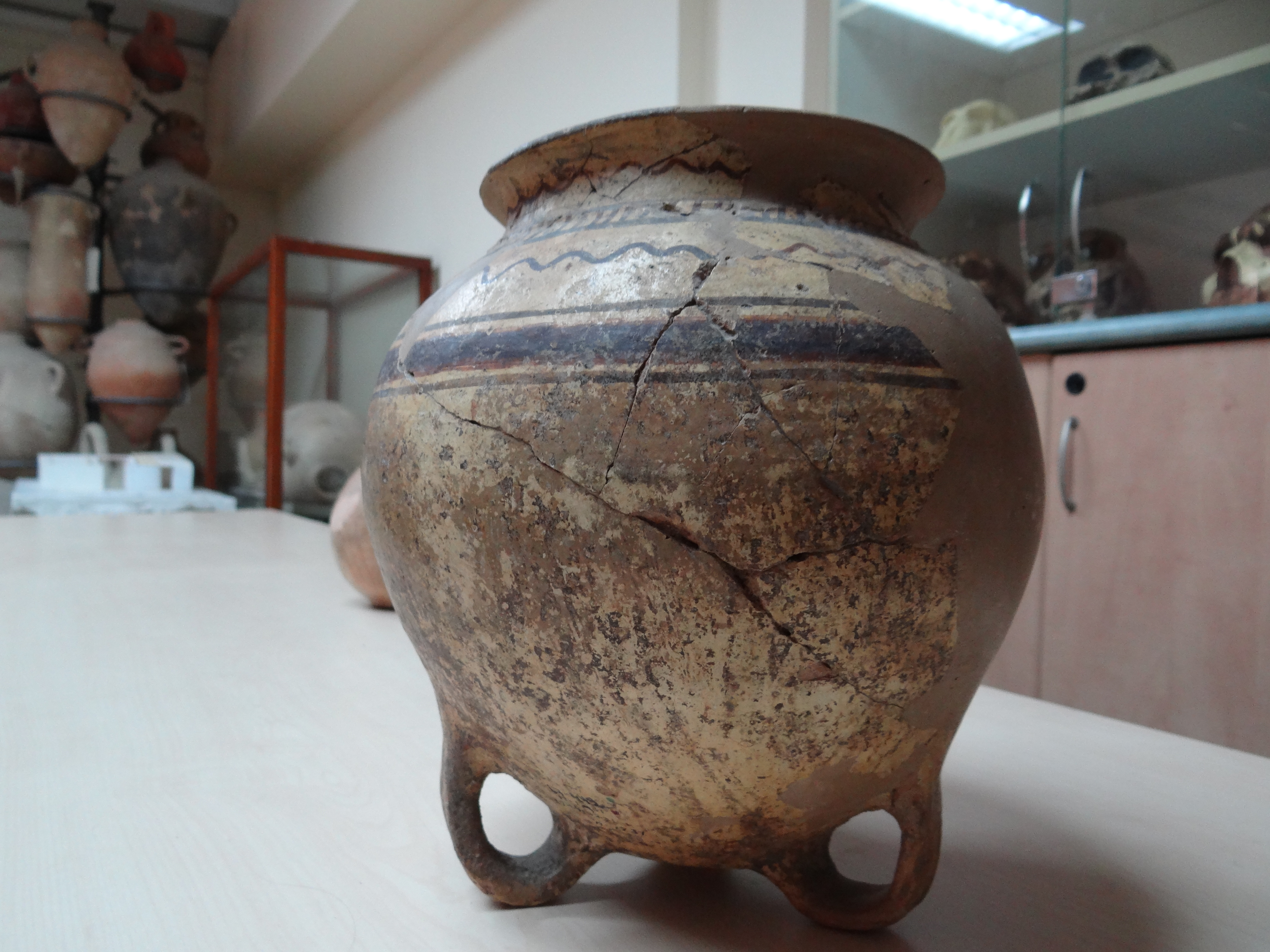
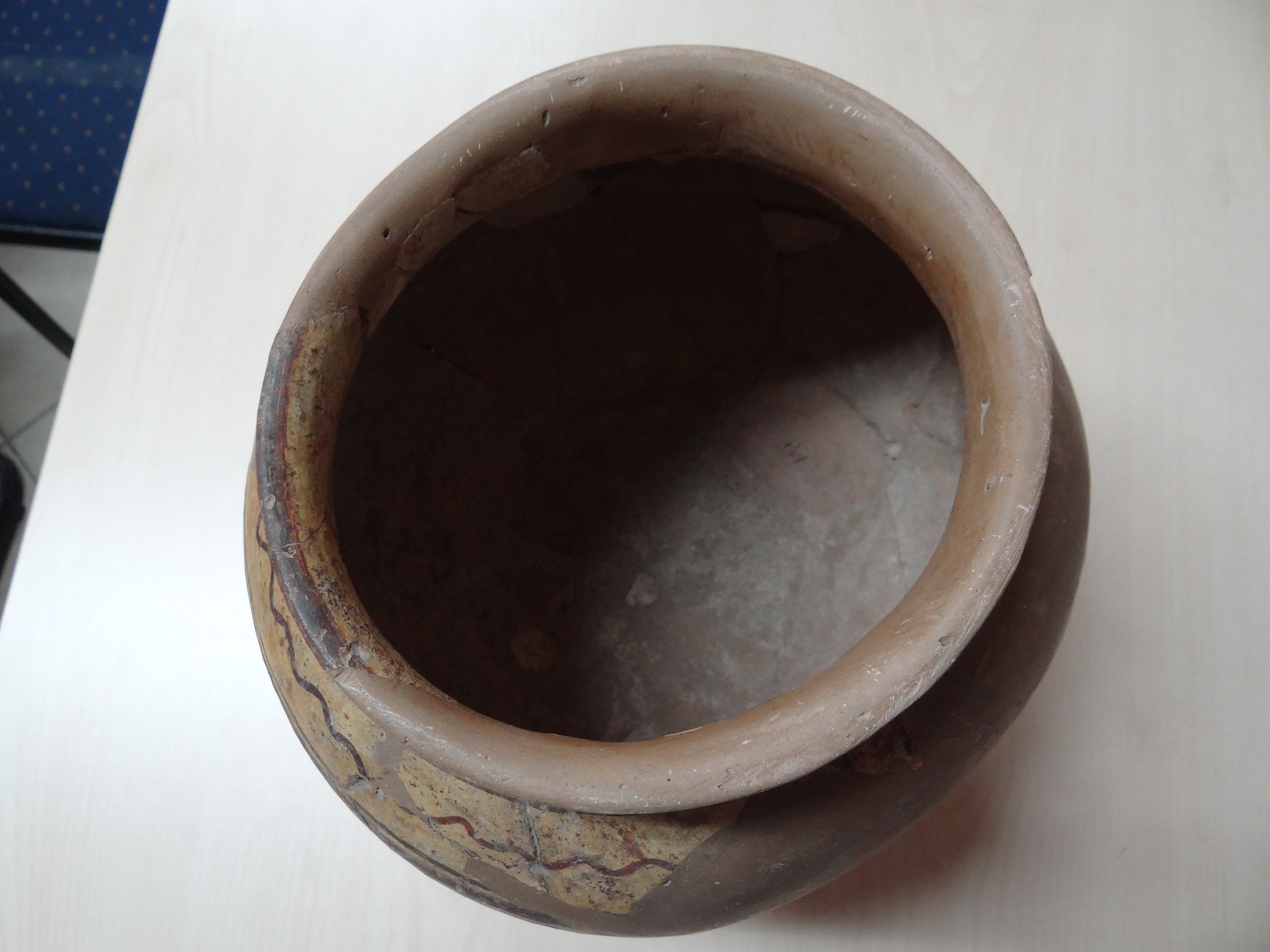
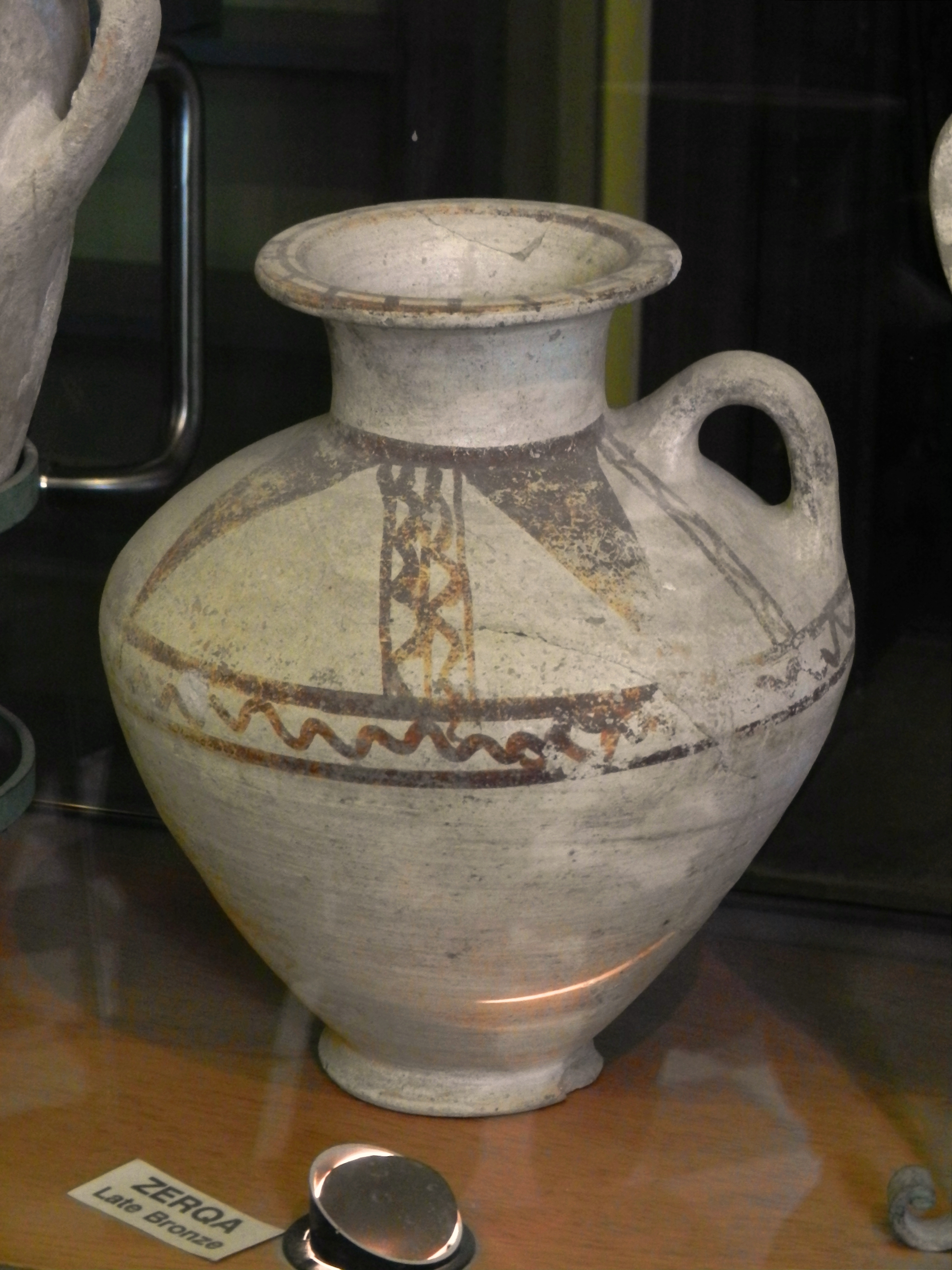

## روابط خارجية
- التحقيق في صناعة الشوكولاتة على البيض
- بيتر م. فيشر، الشوكولاتة على الفخار الأبيض: التصنيف والتسلسل الزمني والمنشأ: الأدلة من تل أبو الخرز، وادي الأردن. نشرة المدارس الأمريكية للأبحاث الشرقية. العدد 313 (فبراير 1999)، ص 1-29